# Margit Pyk
Gurli Betty Margit Pyk, född 8 april 1897 i Stockholm, död 1931 i Stockholm, var en svensk målare. 
Hon var dotter till grosshandlaren Christian Haman Pyk och Eugenia Rosa Ruben samt faster till Madeleine Pyk. Hon studerade vid Konsthögskolan i Stockholm 1920–1923 och var därefter verksam som konstnär. Pyk finns representerad vid Nationalmuseum.